# Derectaotus prometheus
Derectaotus prometheus is een rechtvleugelig insect uit de familie Mogoplistidae. De wetenschappelijke naam van deze soort is voor het eerst geldig gepubliceerd in 1958 door Fernando.